# Гуслистов, Николай Васильевич
Николай Васильевич Гуслистов (4 августа 1949, Череповец, Вологодская область, СССР — 17 июля 1980, Куреваниха, Устюженский район, Вологодская область, СССР) — советский историк, специалист по славяно-русской археологии, руководитель Вологодской экспедиции, исследователь археологических памятников Вологодской области.

## Биография
В школьные годы принимал участие в археологических экспедициях Л. А. Голубевой, Б. А. Рыбакова. В последнем случае участвовал в раскопках Гермонассы на Таманском полуострове. В период с 1967 по 1971 год учился на историко-филологическом факультете Вологодского государственного педагогического института. После завершения учёбы стал работать учителем в Мяксинской средней школе. Но вскоре начинает участвовать в Вологодской экспедиции под руководством А. В. Никитина.
В 1974 году переходит на работу в Вологодский областной краеведческий музей методистом в историко-методическом отделе. В 1975 году он уже старший научный сотрудник отдела истории. Одновременно с работой в музее, преподавал курс археологии в Вологодском государственном педагогическом институте. Также продолжал участвовать в Вологодской экспедиции, которую стал возглавлять с 1976 года. В 1979 году были сданы экзамены в Институте археологии Академии наук СССР, а потом под руководством В. В. Седова стал работать над кандидатской диссертацией.

## Археологические раскопки
В течение пяти лет им были проведены полевые археологические исследования в 13 из 26 районов Вологодской области. За это время были выявлены и обследованы около 100 археологических памятников. Среди них 8 были полностью или частично обследованы раскопками.
В 1975 году раскапывал курганно-жальничный могильник в деревнях Тимошкино и Ярцево в Бабаевском районе. В этом же году были выявлены в результате археологических разведок такие памятники как Архангело-Михайловское городище на Ентале и Палемский городок на Лузе. Также были обследованы места обитания чуди (деревни Вахнево, Аргуново, Захарово на Шарженьге). В последнем случае было найдено селище «Печище» со 100 могильников, но лишь три из них были раскопаны.
В 1976 году были выявлены 6 стоянок эпохи неолита в устье реки Двиницы. В 1977—1978 годах проводились раскопки на городище «Чудин вал» в Сямженском районе. В 1978 году в Тотемском районе на реке Сондуге исследовался могильник в деревне Марьинской.
Был составлен каталог «Археологические памятники Вологодской области».

## Основные работы
- Гуслистов Н. В. Вологодская экспедиция // Археологические открытия, 1976. — М.: Наука, 1977. — С. 12—13.
- Гуслистов Н. В. Вологодская экспедиция // Археологические открытия, 1977. — М.: Наука, 1978. — С. 13—14.
- Гуслистов Н. В. Курганы и жальник у д. Тимошкино и Ярцево Вологодской области // Краткие сообщения Института археологии. — М.: Наука, 1981. — Вып. 166. — С. 84—89.
- Гуслистов Н. В. Марьинский могильник // Вопросы финно-угроведения: Тезисы докладов XVI Всесоюзной конференции финно-угроведов. — Сыктывкар, 1979. — Ч. II. — С. 66.
- Гуслистов Н. В. Материалы раскопок на р. Сондуге Тотемского района // Послужить Северу…: Историко-художественный и краеведческий сборник. — Вологда, 1995. — С. 48—74.
- Гуслистов Н. В. По княжеству Белозерскому // Живые голоса истории: учебное пособие для 7-10-х классов школ Вологодской области. — Архангельск, 1981. — С. 140—142.
- Гуслистов Н. В. Развитие археологических исследований на территории Вологодской области // Историография и источниковедение истории северного крестьянства СССР: Северный археографический сборник. — Вологда, 1978. — Вып. VI. — С. 17-20.
- Гуслистов Н. В. Раскопки и разведка в Вологодской области // Археологические открытия, 1979. — М.: Наука, 1980. — С. 7.
- Гуслистов Н. В., Никитин А. В. Вологодская экспедиция // Археологические открытия, 1975. — М.: Наука, 1976. — С. 13—14.